# Ilià Gorodnitxev
Ilià Gorodnitxev (en rus Илья Городничев) (9 de març de 1987) és un ciclista rus. Ha anat combinant l'amateurisme amb equips professionals.

## Palmarès en ruta
- 2010
  - 1r al Gara Ciclistica Montappone
- 2011
  - 1r a la Coppa Bologna
- 2012
  - 1r al Gran Premi San Giuseppe
  - 1r al Trofeo Alta Valle del Tevere
  - 1r a la Coppa Varignana
  - 1r al Trofeo Adolfo Leoni
  - Vencedor d'una etapa a la Friendship People North-Caucasus Stage Race
- 2014
  - Vencedor de 2 etapes a la Friendship People North-Caucasus Stage Race